# Exochellidae
Exochellidae är en familj av mossdjur. Exochellidae ingår i ordningen Cheilostomatida, klassen Gymnolaemata, fylumet mossdjur och riket djur. I familjen Exochellidae finns 45 arter. 
Kladogram enligt Catalogue of Life:
| Exochellidae | \| \| Escharoides \| \| \| \| \| \| Exochella \| \| \| \| |
|              | \| \| Escharoides \| \| \| \| \| \| Exochella \| \| \| \| |
|              | Escharoides                                               |
|              |                                                           |
|              | Exochella                                                 |
|              |                                                           |